# Кумагаэ, Ития
Ития Кумагаэ (яп. 熊谷一弥 Кумагаэ Ития, ромадзи: Ichiya Kumagae/Kumagai; 10 сентября 1890, Омута, префектура Фукуока — 16 августа или 9 октября 1968, там же) — японский теннисист начала XX века. Серебряный призёр Олимпийских игр 1920 года в мужском одиночном и парном разряде, финалист Кубка Дэвиса (1921) в составе сборной Японии.

## Спортивная карьера
Ития Кумагаэ впервые познакомился с теннисом на третьем десятке лет жизни, во время учёбы на втором курсе университета Кэйо. Это произошло в 1912 году, а в начале следующего года Кумагаэ сыграл в своём первом турнире — на I Дальневосточных играх в Маниле. Первые крупные победы на международных соревнованиях он одержал в 1915 году, выиграв теннисный турнир II Дальневосточных игр как в одиночном разряде, так и в паре с Сэйитиро Касио. Два года спустя он повторил этот успех, став чемпионом III Дальневосточных игр в одиночном разряде и в паре с Хатисиро Миками.
В 1916 году Кумагаэ выиграл теннисный Чемпионат Востока (англ. Championship of the Orient), последовательно победив на манильских кортах калифорнийцев Уорда Доусона и Кларенса Гриффина — чемпиона США в парном разряде. В парном финале Гриффин и Уорд обыграли Кумагаэ и Миками. В этом же году Кумагаэ дебютировал на кортах США. Его высшим успехом в этом году стала победа над действующим чемпионом США Биллом Джонстоном в финале турнира в Ньюпорте. С 1917 года, обосновавшись в США (как деловой представитель японской фирмы Mitsubishi), он стал регулярным участником североамериканских турниров, в 1918 году дойдя до полуфинала чемпионата США. На пути в полуфинал он победил, в частности, одного из лучших американских теннисистов прошлых лет Билса Райта, но в итоге проиграл новой восходящей звезде — Биллу Тилдену; разгромный матч продолжался только три четверти часа и закончился со счётом 6-2, 6-2, 6-0. Тилден стал на пути Кумагаэ в чемпионате США и год спустя, теперь в четвёртом круге, хотя на этот раз японец навязал «Большому Биллу» борьбу и игра продолжалась все пять сетов. В 1919 году Кумагаэ в третий раз выиграл чемпионат штата Нью-Йорк, став постоянным обладателем его главного приза — Кубка Мориса Маклафлина.
В первой половине 1920 года Кумагаэ доминировал в американском теннисе в отсутствие членов сборной США, победив на турнирах в Палм-Бич, Вашингтоне, Йонкерсе и Нью-Йорке и уступив в финале в Хартфорде. На Олимпиаде в Антверпене на пропитанных водой от непрекращающегося дождя грунтовых кортах Кумагаэ прошёл через турнирную сетку, в которой было 44 человека (включая побеждённого им в полуфинале двукратного чемпиона Стокгольмской Олимпиады Чарльза Винслоу), до финала, где встретился с ещё одним левшой — южноафриканцем Луисом Реймондом. Реймонд, умело чередуя укороченные удары и свечи, в конечном итоге загонял японца, победив со счётом 5-7, 6-4, 7-5, 6-4. Ещё одну серебряную медаль Кумагаэ завоевал в паре с Сейтиро Касио, проиграв в финале британской паре. По итогам этого года Кумагаэ занял третью строчку в рейтинге сильнейших теннисистов США, составляемом Ассоциацией лаун-тенниса Соединённых Штатов.
На следующий год Кумагаэ добился ещё одного исторического для японского тенниса успеха: вместе с Дзэндзо Симидзу он вывел сборную Японии, впервые выступавшую в Кубке Дэвиса, в раунд вызова этого соревнования, где победители турнира претендентов встречались с действующими обладателями кубка. Японская сборная всухую переиграла в полуфинале турнира претендентов команду Индии, а затем одолела обладателей Кубка 1919 года — сборную Австралазии. Хотя японцы выиграли все четыре встречи в одиночном разряде, Кумагаэ в обеих своих играх был на грани поражения, проигрывая 0:2 и 1:2 по сетам, однако оба раза переломил ход борьбы и победил. В финале японцы не смогли противостоять на равных команде США, возглавляемой Тилденом, и проиграли с сухим счётом.
Окончив игровую карьеру и вернувшись в Японию вскоре после этого, Кумагаэ был приглашён в 1951 году занять пост капитана сборной Японии в Кубке Дэвиса, куда она возвращалась впервые после войны. В качестве капитана он привёз японскую сборную в США, где она снова, как и за 30 лет до этого, проиграла со счётом 5:0.

## Стиль игры
Ития Кумагаэ не выглядел сильным теннисистом. При росте 160 см он весил чуть больше 60 килограммов и постоянно носил очки, страдая от слабого зрения. В своей книге «Искусство лаун-тенниса» Билл Тилден пишет, что к моменту появления в США единственным сильным оружием Кумагаэ был удар открытой ракеткой. В дальнейшем, однако, уже обосновавшись в США, Кумагаэ сначала освоил кручёную «американскую» подачу, затем улучшил игру закрытой ракеткой и стал чаще выходить к сетке. Самой сильной стороной игры Кумагаэ Тилден называет игру с задней линии, возможную благодаря точным ударам и скорости передвижения по корту. Его удар открытой ракеткой Тилден называет «убийственным», а слабой стороной считает низовую игру; именно поэтому, считает Тилден, Кумагаэ не любит травяные корты — на них отскок для него слишком низкий. В то же время, по мнению Тилдена, на твёрдых кортах Кумагаэ был одним из сильнейших игроков своего времени, что и отразилось в третьей строчке во внутриамериканском рейтинге, которую Кумагаэ занял в 1920 году. В другом разделе книги, сравнивая данные Кумагаэ, Винсента Ричардса и Р. Л. Маррея, Тилден также называет самой сильной стороной японского теннисиста стабильную игру с задней линии, благодаря которой тот обыгрывал Маррея; с другой стороны, Ричардс, сочетавший такую игру с частыми выходами к сетке, легко брал над ним верх.